# TA-35 Index

Börse Tel Aviv

Der TA-35 Index ist ein Aktienindex aus Israel, der von der Börse Tel Aviv berechnet wird und die 35 größten Firmen aus dem TA-125 Index enthält.
Der Index wurde im Februar 2017 erweitert. Er enthält seither 35 statt 25 Positionen, um die Stabilität des Index' zu erhöhen und damit ausländische Investitionen zu fördern.

## Zusammensetzung
Der Index umfasst 35 Positionen aus Israel:
| TA-35 Positionen | TA-35 Positionen                   | TA-35 Positionen  | TA-35 Positionen |
| Staat            | Firma                              | Branche           |                  |
| ---------------- | ---------------------------------- | ----------------- | ---------------- |
| Israel           | Airport City Ltd                   | Immobilien        |                  |
| Israel           | Alony Hetz                         | Immobilien        |                  |
| Israel           | Amot Investments                   | Immobilien        |                  |
| Israel           | Azrieli Group                      | Immobilien        |                  |
| Israel           | BAZAN Group                        | Energie           |                  |
| Israel           | Bezeq                              | Telekommunikation |                  |
| Israel           | Delek Drilling                     | Energie           |                  |
| Israel           | Delek Group                        | Handel            |                  |
| Israel           | Israel Discount Bank               | Finanzen          |                  |
| Israel           | Elbit Systems                      | Telekommunikation |                  |
| Israel           | Energean Oil & Gas                 | Energie           |                  |
| Israel           | Fattal 1998 Holdings               | Hotels            |                  |
| Israel           | First International Bank of Israel | Finanzen          |                  |
| Israel           | Gazit-Globe                        | Immobilien        |                  |
| Israel           | Harel Insurance                    | Versicherungen    |                  |
| Israel           | ICL Israel Chemicals               | Chemie            |                  |
| Israel           | International Flavors & Fragrances | Lebensmittel      |                  |
| Israel           | Israel Corporation                 | Energie           |                  |
| Israel           | Isramco                            | Energie           |                  |
| Israel           | Bank Leumi                         | Finanzen          |                  |
| Israel           | LivePerson                         | Technologie       |                  |
| Israel           | Melisron                           | Immobilien        |                  |
| Israel           | Mizrahi-Tefahot Bank               | Finanzen          |                  |
| Israel           | NICE Ltd.                          | Technologie       |                  |
| Israel           | OPKO Health                        | Gesundheit        |                  |
| Israel           | Ormat Technologies                 | Werkzeuge         |                  |
| Israel           | Paz Oil Company                    | Energie           |                  |
| Israel           | Perrigo                            | Gesundheit        |                  |
| Israel           | Phoenix Holdings Ltd.              | Versicherung      |                  |
| Israel           | Bank Hapoalim                      | Finanzen          |                  |
| Israel           | Shapir Engineering Industry        | Hoch- und Tiefbau |                  |
| Israel           | Shufersal                          | Handel            |                  |
| Israel           | Strauss Group                      | Lebensmittel      |                  |
| Israel           | Teva Pharmaceutical Industries     | Gesundheit        |                  |
| Israel           | Tower Semiconductor                | Technologie       |                  |

## Externe Referenzen
- Index TA-35 at the Tel Aviv Stock Exchange
- Bloomberg page for TA-35:IND